# Соколовский, Марьян
Марьян (Мариан) Соколовский (пол. Marian Sokołowski; 1839—1911) — польский искусствовед, профессор Краковского университета (1882), член академии наук.
Исследования по истории архитектуры и живописи, среди других «Badania archeologiczne na Rusi galicyjskiej» (1883), «В malarstwie ruskiem» (1885), «Bizantyńska и ruska kultura średniowieczna» (1888), «Искусство cerkiewna» (1889). Входил в состав жюри конкурса на проект памятника Анджею Потоцкому во Львове (1910).

## Награды
- Рыцарский крест ордена Леопольда (1901)[3],